# Parti républicain de reconstitution nationale
Le Parti républicain de reconstitution nationale (PRRN) était un parti politique portugais, de l'époque de la Première République portugaise, fondé en 1920 en dissidence du Parti républicain portugais. Son président était Álvaro de Castro.